# Нојштат-Глеве
Нојштат-Глеве (њем. Neustadt-Glewe) град је у њемачкој савезној држави Мекленбург-Западна Померанија. Једно је од 89 општинских средишта округа Лудвигслуст. Према процјени из 2010. у граду је живјело 6.701 становника. Посједује регионалну шифру (AGS) 13054081.

## Географски и демографски подаци
Нојштат-Глеве се налази у савезној држави Мекленбург-Западна Померанија у округу Лудвигслуст. Град се налази на надморској висини од 35 метара. Површина општине износи 94,0 km². У самом граду је, према процјени из 2010. године, живјело 6.701 становника. Просјечна густина становништва износи 71 становника/km².